# Lijst van bisdommen van het Grieks-orthodox patriarchaat van Jeruzalem
Dit is de lijst van bisdommen van het Grieks-orthodox patriarchaat van Jeruzalem

## Aartsbisdommen
1. Patriarchaal aartsbisdom van Jeruzalem
2. Aartsbisdom van Tiberias
3. Aartsbisdom van Gaza
4. Aartsbisdom van Constantinis
5. Aartsbisdom van Kiriakoupolis
6. Aartsbisdom van Hiërapolis (Syrië) en Oost-Jordanië (zetel: Amman)
7. Aartsbisdom van Avila
8. Aartsbisdom van Joppa
9. Aartsbisdom van Gerash
10. Aartsbisdom van de Berg Thabor
11. Aartsbisdom van Diocaesarea
12. Aartsbisdom van Sebastia
13. Aartsbisdom van Ashkelon

## Metropolieën
1. Metropolie van Jaffa
2. Metropolie van Caesaria
3. Metropolie van Skythopolis (zetel: Nazareth)
4. Metropolie van Petra
5. Metropolie van Ptolemais (zetel: Akko)
6. Metropolie van Nazareth
7. Metropolie van Neapolis (zetel: Nablus)
8. Metropolie van Capitoliad
9. Metropolie van Bosra
10. Metropolie van Eleftheroupolis
11. Metropolie van Philadelphia

## Vertegenwoordiging buiten de canonieke grenzen van het patriarchaat
Het Patriarchaat heeft vertegenwoordigers buiten haar primaire grondgebied met de titel "Exarcharch van het Heilige Graf". Het heeft een tiental parochies in de Verenigde Staten, waaronder Californië.
De Orthodoxe parochie in Doha Qatar hangt ook af van het Patriarchaat van Jeruzalem (patriarch Theofilus III van Jeruzalem is vertegenwoordiger van het Patriarchaat in Qatar).